# Pauline Quirke
Pauline Perpetua Quirke (* 18. Juli 1959 in Hackney, London) ist eine britische Schauspielerin.

## Leben
Pauline Quirke begann ihre Karriere mit bereits acht Jahren als Kinderdarstellerin, als sie in einer Episode der Fernsehserie Dixon of Dock Green auftrat. Seitdem trat sie als Schauspielerin in zahlreichen Filmen und Fernsehserien auf. In den 1970ern spielte sie als Teenagerin Hauptrollen in den Kindersendungen You Must Be Joking (1975), Pauline Quirke's (1976) und Pauline's People (1978–79).
In den 1980er-Jahren musste sich Quirke zunächst eher mit kleinen Rollen begnügen. In den preisgekrönten Filmen Der Elefantenmensch von David Lynch und Entfernte Stimmen – Stilleben (1988) von Terence Davies war sie in Kurzauftritten zu sehen. Ihre Karriere bekam einen Schwung, als sie 1989 in der BBC-Sitcom Birds of a Feather die Hauptrolle der Sharon übernahm. Diese Rolle spielte sie bis 1998 in insgesamt neun Staffeln (über 100 Folgen) zu Ende. Für ihre Darstellung wurde sie 1990 mit dem British Comedy Award ausgezeichnet.
Neben Birds of a Feather spielte Quirke in weiteren BBC-Produktionen, wie einer Verfilmung des Krimis The Sculptress von der Autorin Minette Walters. Nach Ende ihrer Serie Birds of a Feather spielte sie in den Serien Maisie Raine (1998–1999) und Down To Earth (2000–2003) ebenfalls in die Hauptrollen. 2001 kehrte sie in den Bereich der Sitcom zurück und spielte in Office Gossip die Hauptrolle. Mit über sechs Millionen Zuschauern zum Serienstart schien die Sitcom ein großer Erfolg zu werden, doch nachlassende Zuschauerzahlen veranlassten die Einstellung nach nur sechs Folgen. Für ihre Darstellung in der Serie erhielt Quirke einen Award.
2002 spielte sie in der Dramaserie Being April auf BBC One in sechs Episoden. 2004 folgte eine Verfilmung des Romans Hörst du, es ist ganz nah und 2005 die Krimiserie The Bill, wo sie eine als Kindermörderin verdächtigte Frau darstellte. 2008 spielte sie in einer Episode von My Family die Bankräuberin Joan.
Von 2009 bis 2010 verkörperte sie in der BBC-Dramaserie Missing erneut die Hauptrolle der Mary Jane „MJ“ Croft. Im selben Jahr wurde bekannt, dass sie zum Team der Seifenoper Emmerdale als Darstellerin hinzustoßen wird. 2013 spielte sie in der britischen Krimiserie Broadchurch mit. Von 2014 bis 2020 spielte sie in einer Neuauflage von Birds of a Feather erneut die Rolle der Sharon.

## Privates
Quirke ist mit dem Filmproduzenten Steve Sheen verheiratet, mit dem sie zwei Kinder hat. Die Familie lebt in Penn, Buckinghamshire. 2009 wurde bei Quirke Arthrose diagnostiziert, weshalb sie sich einer Operation unterziehen ließ, um ihre geschädigten Knochen zu ersetzen.

## Filmografie (Auswahl)
- 1970: Junket 89
- 1973: Mallys Bucht (Malachi's Cove)
- 1976–1983: Angels (Fernsehserie, 66 Folgen)
- 1980: The Further Adventures of Oliver Twist (Fernsehserie, 9 Folgen)
- 1980: Der Elefantenmensch (The Elephant Man)
- 1982: Schatten der Vergangenheit (The Return of the Soldier)
- 1984–1995: Shine on Harvey Moon (Fernsehserie, 13 Folgen)
- 1987: Klein-Dorrit (Little Dorit)
- 1988: Entfernte Stimmen – Stilleben (Distant Voices, Still Lives)
- 1989: Das verflixte erste Mal (Getting It Right)
- 1989–1998, 2014–2020: Hallo, Mädels! (Birds of a Feather; Fernsehserie, 129 Folgen)
- 1996: Die Bildhauerin (The Sculptress; Fernseh-Miniserie, 4 Folgen)
- 1997: Warum unser Junge? (Our Boy, Fernsehfilm)
- 1997: The Canterville Ghost (Fernsehfilm)
- 1998–1999: Maisie Raine (Fernsehserie, 12 Folgen)
- 1998–1999: Real Women (Fernsehserie, 7 Folgen)
- 1999: David Copperfield (Fernseh-Zweiteiler)
- 2000–2003: Down to Earth (Fernsehserie, 18 Folgen)
- 2001: Office Girls (Fernsehserie, 6 Folgen)
- 2002: Being April (Fernsehserie, 6 Folgen)
- 2004: North & South (Fernseh-Miniserie, 4 Folgen)
- 2004: Carrie’s War (Fernsehfilm)
- 2005: The Bill (Fernsehserie, 5 Folgen)
- 2009–2010: Missing (Fernsehserie, 15 Folgen)
- 2010: Skins – Hautnah (Skins UK; Fernsehserie, 3 Folgen)
- 2010–2012: Emmerdale (Fernsehserie, 222 Folgen)
- 2013–2015: Broadchurch (Fernsehserie, 10 Folgen)
- 2015: You, Me and the Apocalypse (Fernseh-Miniserie, 6 Folgen)